# Republiken Krim
Republiken Krim (ryska: Республика Крым, krimtatariska: Къырым Джумхуриети (Qırım Cumhuriyeti), ukrainska: Республіка Крим) är ett deklarerat federationssubjekt till Ryska federationen i Östeuropa. Republiken ligger på ockuperat ukrainskt territorium på halvön Krim och har en yta på cirka 25 500 kvadratkilometer, med omkring 2,3 miljoner invånare (2005). Krims största städer är Simferopol (huvudstad), Kertj, Jevpatorija, Jalta och Feodosija. Staden Sevastopol är också belägen på Krimhalvön men såsom federal stad tillhör den inte Republiken Krim. Republiken gränsar till egentliga Ukraina i norr och Svarta havet i övriga väderstreck (med Azovska sjön i nordost). Majoritetsspråket på halvön är ryska, följt av krimtatariska och ukrainska.

## Krimkrisen

### Bakgrund och 2014
1954–2014 var Krim en del av Ukraina och styrdes från 1995 av en politisk representation direkt tillsatt från Kiev.
Den 27 februari 2014 ockuperade maskerade män ett antal viktiga byggnader på Krim, inklusive parlamentsbyggnaden och två flygplatser. De förstörde nästan all telekommunikationsutrustning och Internetförbindelser mellan Krim och övriga Ukraina.
Medan parlamentsbyggnaden var under belägring avskedade parlamentet den lokala regeringen och ersatte ordföranden för det lokala ministerrådet (ibland benämnd som Krims premiärminister) Anatolij Mohylov med Sergej Aksionov. De ryska trupperna som var stationerade på Krim enligt ett bilateralt avtal förstärktes, och två fartyg från den ryska Baltiska flottan kränkte ukrainskt vatten.
Ryska federationens direkta inblandning i konflikten fick internationella konsekvenser. Diplomatiska kontakter mellan USA och Ryssland togs på hög nivå, och Nato varnade den 2 mars 2014 Ryssland för att dess aggressioner skulle få konsekvenser. Internationella sanktioner infördes.
Ukraina höjde säkerhetsberedskapen, inkallade reservister och bad Nato om hjälp för att stärka kontrollen över sitt eget territorium. Många drar paralleller med Rysslands ingripande i andra före detta Sovjetrepubliker med gräns mot Ryssland (se Abchazien och Sydossetien).

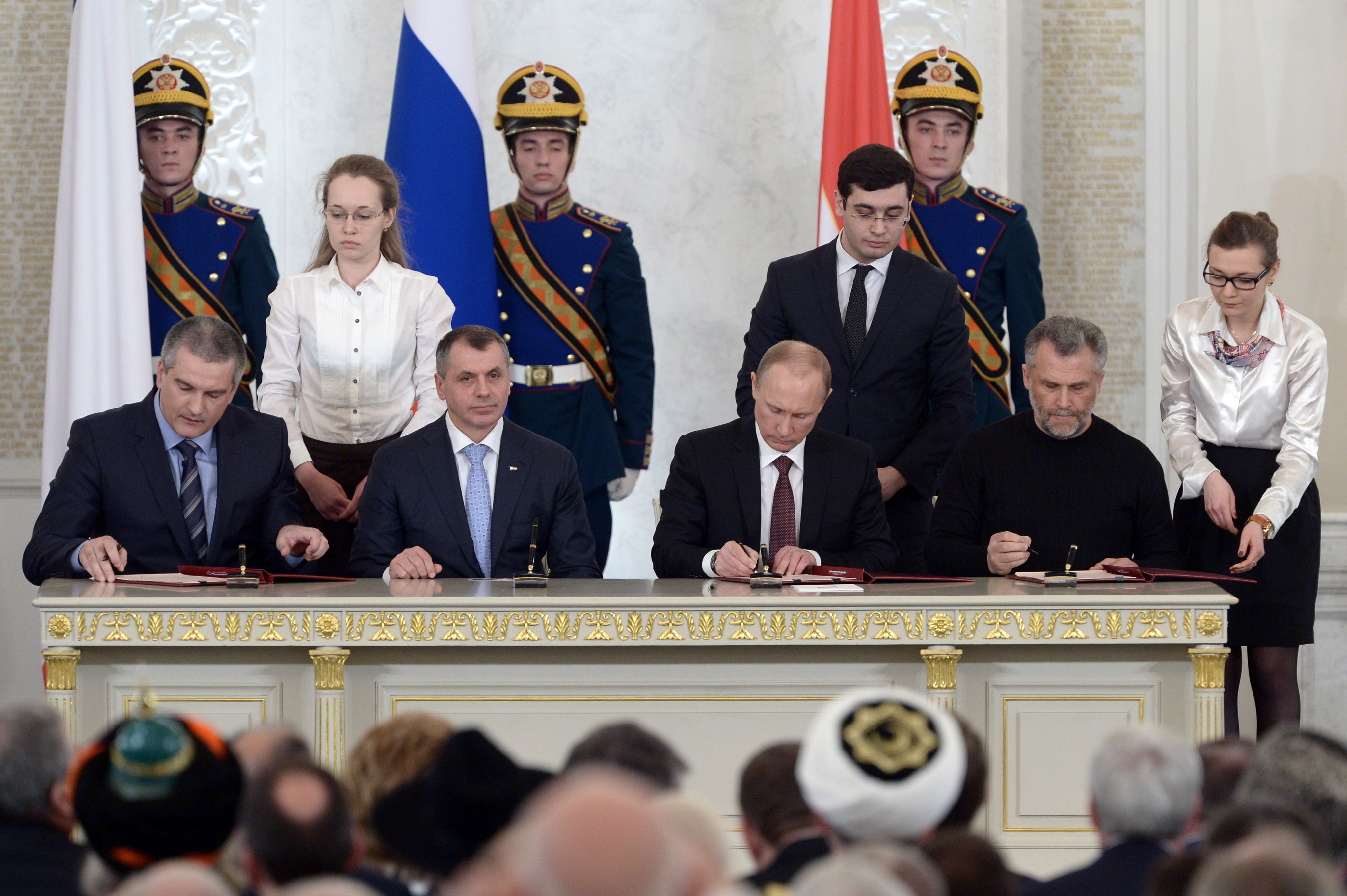
18 mars 2014, Vladimir Putin, Vladimir Konstantinov, Sergej Aksionov och Aleksej Tjalyj undertecknade avtalet med Ryssland om Republiken Krims upptagning i Ryssland.

Samma dag som Krim ockuperades, etablerades en ryskvänlig regering. Den nya Krimregimen deklarerade republiken självständig från Ukraina den 11 mars 2014. Den nya Krim-regimen genomförde en illegal folkomröstning om Krims framtid 16 mars 2014, där nästan 97 % av deltagarna röstade för en anslutning till Ryssland. Folkomröstningen fördömdes av omvärlden. Dagen efter erkände Ryssland Krims självständighet.

### 2015
Krims anslutning till Ryska federation har inte erkänts internationellt. Ryska federationens unilaterala beslut att annektera Krim har fått internationell kritik och lett till fortsatta ekonomiska och politiska sanktioner från bland annat EU och USA. Trots Rysslands annektering av Krim har dock halvön fortsatt varit beroende av leveranser från fastlandet (det vill säga Ukraina) för det mesta av sin elektricitet och dricksvatten, samt för många konsumtionsvaror.
I november 2015 anklagade Ryssland Ukraina för att ha saboterat kraftledningar som då ledde elektricitet till Krims två miljoner invånare. Detta skedde genom något som av Ryssland betecknats som ett sabotage. Efter det påstådda sabotaget mörklades halvön och undantagstillstånd infördes.  Mellan halvön och det ryska fastlandet har en bro konstruerats. Bron är problematisk för Ukrainas sjöfart.
Ryssland förser numera Krim med elström via undervattenskablar på totalt 1315 MW, där två linjer togs i drift i december 2015 och de tredje och fjärde linjerna togs i drift i mars respektive april 2016. Ukrainas tveksamhet i att återupprätta handelsförbindelser och elleveranser till Krim ledde senare till att Ryssland 1 januari 2016 sade upp sitt frihandelsavtal med Ukraina.

## Demografi
Sammanlagt hade republiken 2 033 700 invånare enligt senaste folkräkningen år 2001. Folktätheten var enligt officiell siffra 78 personer per kvadratkilometer. Enligt uppskattning från år 2005 bodde där då cirka 2,3 miljoner; enligt en annan uppskattning[källa behövs] 2 005 127 invånare år 2007.
Större städer på Krim är Simferopol (342 500 invånare år 2005), Sevastopol (360 000 invånare;  tidigare bas för både den ryska och den ukrainska Svartahavsflottan), Kertj (152 200 invånare), Jevpatorija (105 200 invånare), Jalta (90 000 invånare) och Feodosija (69 200 invånare 2004). Andra städer är Dzjankoj, Alusjta, Krasnoperekopsk, Saky (Saki), Alupka, Armjansk, Balaklava, Bachtjisaraj, Bilohirsk (Belogorsk; Karasubazar), Staryj Krym och Sudak, med flera. Enligt en mätning bor omkring 1 274 300 personer, eller 62,7 procent, i städer, medan resterande 759 400 personer, 37,3 procent, bor på landsbygden. Statistiskt sett finns 16 städer, 56 samhällen och 957 byar.
Enligt folkräkningen 2001 var de viktigaste etniska grupperna ryssar (58,32 procent av republikens befolkning), ukrainare (24,32 procent), krimtatarer (12,1 procent), belarusier (1,44 procent), tatarer (0,54 procent), armenier (0,43 procent) och judar (0,22 procent). Mindre grupper, om cirka 0,2 procent vardera, är polacker, moldavier och azerier; grupper om cirka 0,1 procent är uzbeker, koreaner, greker, tyskar, mordviner, tjuvasjer, romer, bulgarer, georgier och marier. Det fanns 2001 uppskattningsvis runt 1200 krimtjaker och 800 karaimer.
Det viktigaste språket var 2001 ryska (77 procent av befolkningen), därefter krimtatariska (11,4 procent) och ukrainska (10,1 procent). Bland mindre språk märks tatariska, belarusiska, armeniska, ungerska, polska och rumänska.
Det saknas aktuell demografisk information om Krim, men många ukrainare och krimtatarer har lämnat Krim och ryssar har flyttat till efter 2014, varför språk- och befolkningsfördelningen från 2001/2005 inte längre är aktuell.
De slaviska grupperna ryssar, ukrainare och bulgarer med flera, samt greker, är främst ortodoxt kristna. Många armenier tillhör Armeniska apostoliska kyrkan. Krimtatarerna och vissa andra grupper är främst sunnimuslimer. Judar, krimtjaker och karaimer hör traditionellt till den judiska religionen. Det finns även protestantiskt kristna. 
Historiskt har Krim varit befolkad av en mängd folkslag, bland vilka märks goter, kallade krimgoter, från omkring 250 f.Kr. fram till 1700-talet samt av krimtatarer från 1400-talet. Enligt den sovjetiska folkräkningen 1939 hade Krim 1 126 429 invånare, varav 51,5 procent var ryssar och 25,9 procent krimtatarer. Enligt folkräkningen 1989 uppgick krimtatarerna på Krim till endast 38 000 personer, detta efter att de åter börjat återvända efter exilen i Centralasien.
Befolkningen avtog från uppskattningsvis 2 549 800 år 1991 till 2 033 700 år 2001. Antalet födslar per år minskade från 32 600 år 1990 till 15 200 år 2000. Orsaken är den ekonomiska recessionen på 1990-talet, som medförde ett antal sociala problem.

## Administrativ indelning
Krim indelas administrativt i 25 regioner: 14 rajoner, med främst landsbygd, och 11 stadskommuner. Varje region består av storstads-, stads- och bysamhällen. 

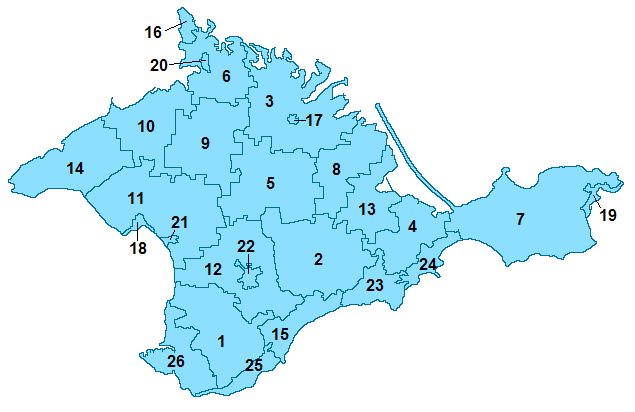
Republikens administrativa indelning

- Rajoner:

1. Bachtjisaraj rajon
2. Bilohirsk rajon
3. Dzjankoj rajon
4. Kirovske rajon
5. Krasnohvardijske rajon
6. Krasnoperekopsk rajon
7. Lenine rajon
8. Nizjnohirskyj rajon
9. Pervomajske rajon
10. Rozdolne rajon
11. Saky rajon
12. Simferopol rajon
13. Sovjetskyj rajon
14. Tjornomorske rajon
- Stadskommuner:

15. Alusjta kommun
16. Armjansk kommun
17. Dzjankoj kommun
18. Jevpatorija kommun
19. Kertj kommun
20. Krasnoperekopsk kommun
21. Saky kommun
22. Simferopol kommun
23. Sudak kommun
24. Feodosija kommun
25. Jalta kommun
26. Sevastopol kommun